# Bromelia estevesii
Bromelia estevesii är en gräsväxtart som beskrevs av Elton Martinez Carvalho Leme. Bromelia estevesii ingår i släktet Bromelia och familjen Bromeliaceae. Inga underarter finns listade i Catalogue of Life.